# Shahar Zubari
Shahar Zubari (hebräisch שחר צוברי; * 1. September 1986 in Eilat) ist ein ehemaliger israelischer Windsurfer. Er ist 1,77 m groß.
Shahar Zubari, Spitzname „Shakka“, nahm schon mit 13 Jahren an Windsurfwettbewerben teil. Sein erster sportlicher Erfolg gelang ihm im Jahr 2002 in Cádiz, Spanien.
Bei den Olympischen Sommerspielen in Peking errang Shahar Zubari in der olympischen Disziplin des Windsurfens, bei der „Neil Pryde“ RS:X, für Israel eine Bronzemedaille. Er ist nach Gal Fridman der zweite Sportler Israels, der bei Olympischen Spielen eine Medaille beim Windsurfen gewann.